# Udeniomyces pannonicus
Udeniomyces pannonicus är en svampart som beskrevs av Niwata, Tornai-Leh., T. Deák & Nakase 2002. Udeniomyces pannonicus ingår i släktet Udeniomyces och familjen Cyfstofilobasidiaceae.   Inga underarter finns listade i Catalogue of Life.